# Bechhofen (Neuendettelsau)

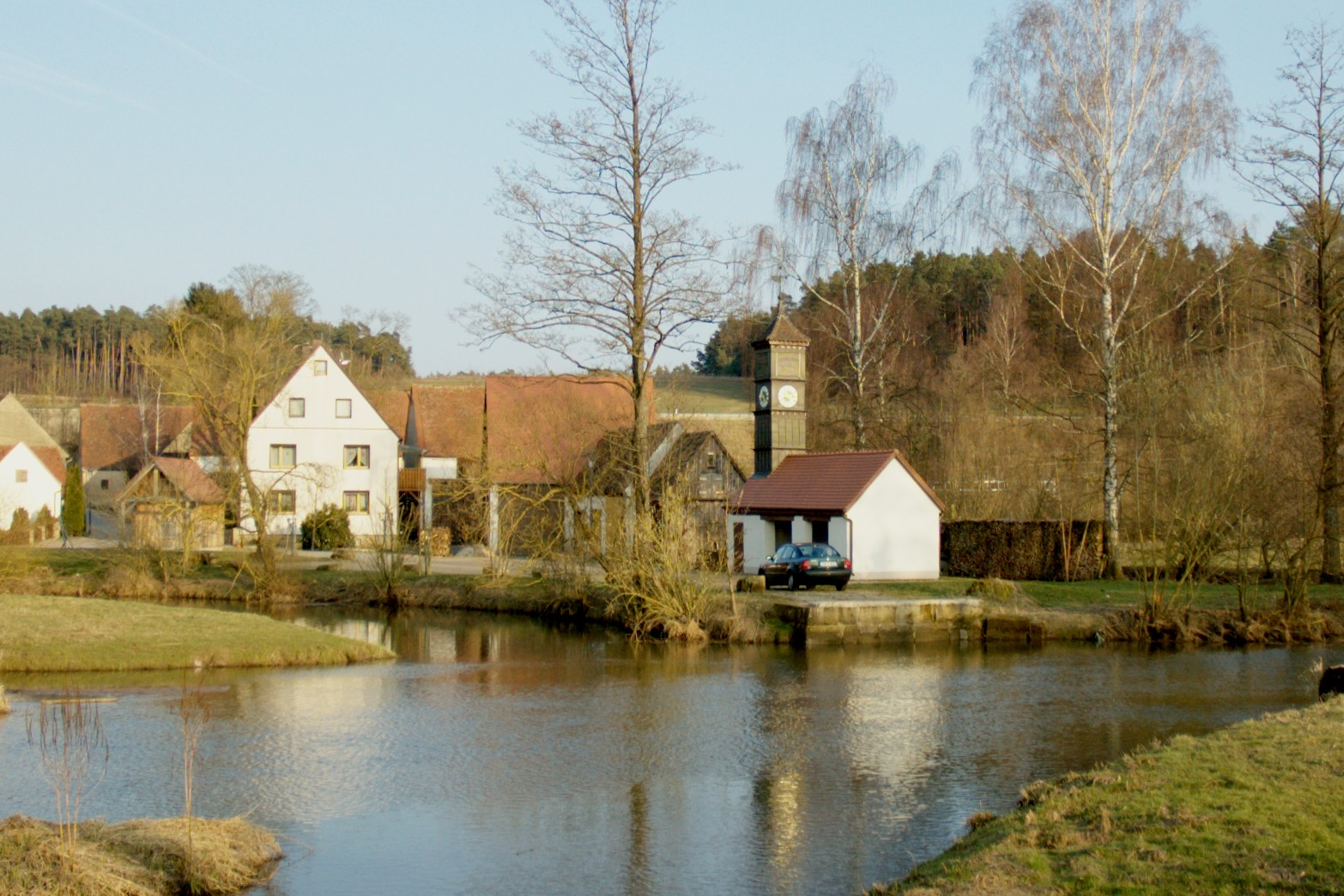
Das Fischwasser von Bechhofen

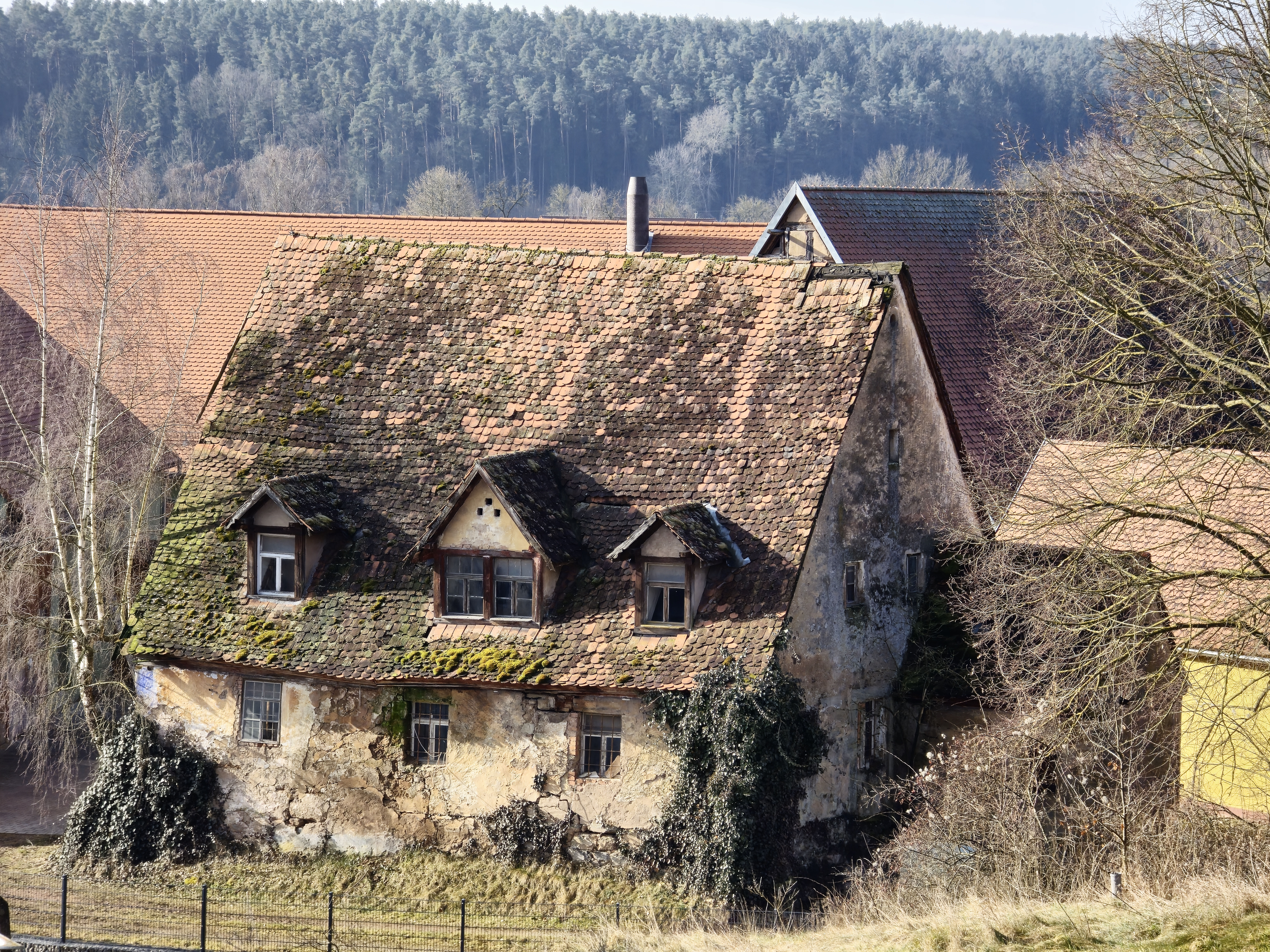
denkmalgeschütztes Haus Nr. 8

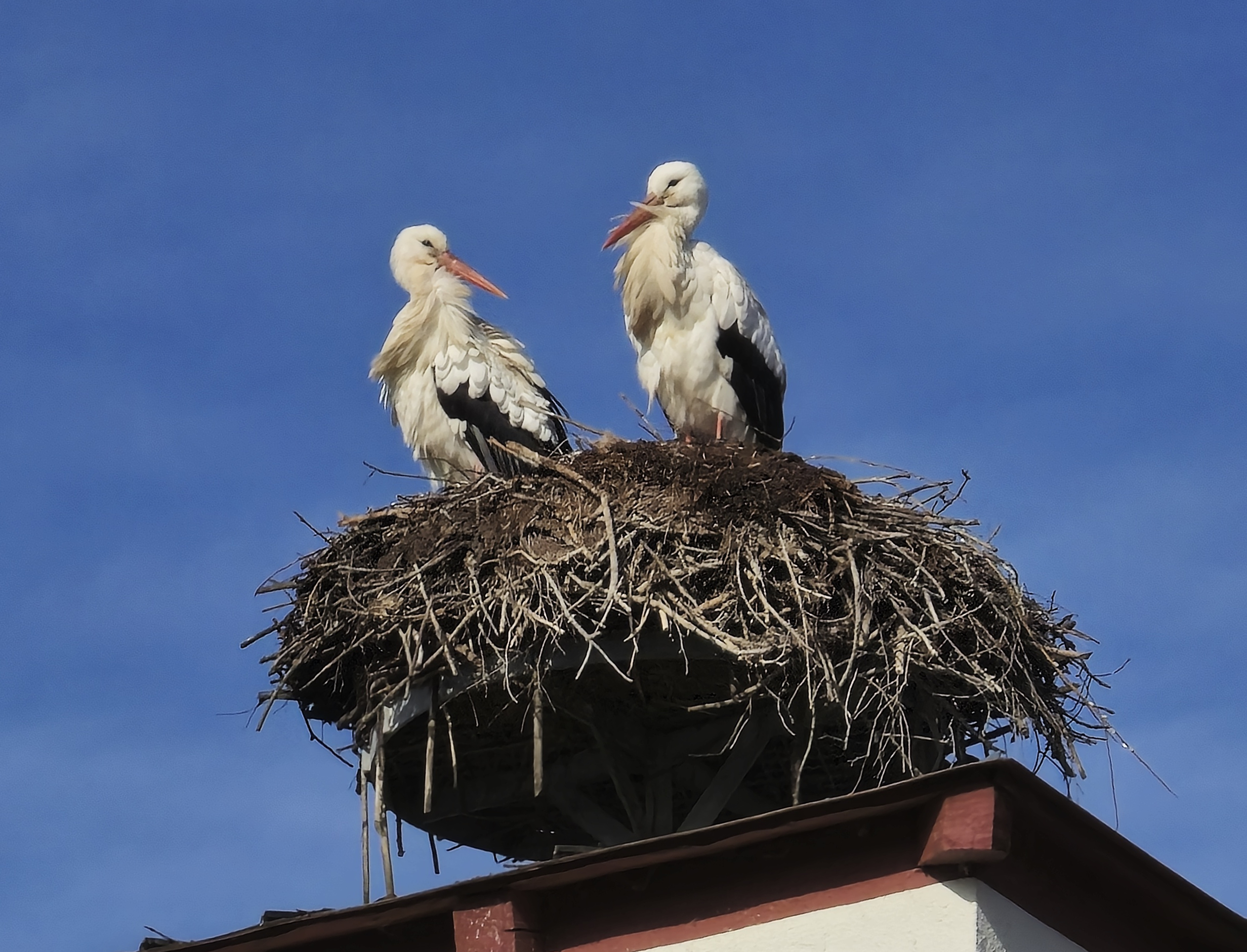
Störche auf dem Feuerwehrgerätehaus

Bechhofen (fränkisch: Bäch-huhfn) ist ein Gemeindeteil von Neuendettelsau im Landkreis Ansbach (Mittelfranken, Bayern). Die Gemarkung Bechhofen hat eine Fläche von 3,816 km². Sie ist in 532 Flurstücke aufgeteilt, die eine durchschnittliche Flurstücksfläche von 7173,23 m² haben.

## Geografie
Durch das Dorf fließen die Fränkische Rezat und der Weihergraben, der als rechter Zufluss in die Rezat mündet. Etwas westlich liegt die Schauerleiten (420 m ü. NHN), nördlich wird der Ort vom Hirtenbuck begrenzt. 0,5 km nordöstlich des Ortes liegt das Waldgebiet Luderhölzer. Die Staatsstraße 2223 führt nach Schlauersbach (2,6 km westlich) bzw. Neuses (1,2 km südöstlich), Gemeindeverbindungsstraßen führen nach Wernsbach (1,1 km östlich), Sauernheim (2,6 km südwestlich) und Neuendettelsau (1,6 km nördlich) sowie ein Wirtschaftsweg nach Kirschendorf (1,7 km westlich).

## Geschichte
Der Ort wurde 1169/70 als „Bechofen“ erstmals urkundlich erwähnt. Wie bei allen Orten, die Bechhofen heißen, leitet sich auch hier der Name von Pechofen ab, d. h. es wurde ursprünglich Pech hergestellt, das zu der Zeit üblicherweise in Klöstern oder Königshöfen für die Fackelbeleuchtung benötigt wurde. Die Umdeutung des Ortsnamenbestandteils „-ofen“ zu „-hofen“ erfolgte erst im Nachhinein (1504 erstmals bezeugt).
Anfangs war wohl Bechhofen in seiner Gesamtheit dem Burggraftum Abenberg zugehörig. Nach dem dornbergischen Testament von 1288 kamen zwei Höfe an das Kloster Heilsbronn und die übrigen in den Besitz des Kastenamts Windsbach, der Reichsstadt Nürnberg, des Gumbertusstiftes und der Herren von Neuendettelsau. Die 16 Tagewerk Rezatwiesen waren vor allem Eigentum von Bauern aus Neuses, Haag, Steinhof, Geichsenhof und Bechhofen. Im 15./16. Jahrhundert wurde den Bechhofern wiederholt vorgeworfen, deren Wiesen abzuhüten, um die eigenen zu schonen. Diese Streitigkeiten führten schließlich zu einem Prozess, der über zwölf Jahre andauerte.
Im burggräflichen Urbar von 1361/64 wurden für Bechhofen drei Untertansfamilien verzeichnet, die dem Amt Windsbach unterstanden.
Im 16-Punkte-Bericht des Oberamts Windsbach aus dem Jahr 1608 wurden für Bechhofen 14 Mannschaften verzeichnet: 1 Mühle und 2 Höfe unterstanden dem Kastenamt Windsbach, 1 Hof und 1 Gut dem Stiftsamt Ansbach, 1 Bauer und 1 Köbler dem Klosterverwalteramt Heilsbronn, 3 Höfe der Reichsstadt Nürnberg und 1 Hof und 3 Güter dem Rittergut Neuendettelsau. Außerdem gab es ein Gemeindehirtenhaus. Das Hochgericht übte das brandenburg-ansbachische Kasten- und Stadtvogteiamt Windsbach aus.
Anfang des 18. Jahrhunderts kam es in Bechhofen noch zu vier markgräfliche Neugründungen.
Gegen Ende des 18. Jahrhunderts gab es in Bechhofen 19 Anwesen und ein Gemeindehirtenhaus. Das Hochgericht und die Dorf- und Gemeindeherrschaft übte das Kasten- und Stadtvogteiamt Windsbach aus. Grundherren waren das Fürstentum Ansbach (14 Anwesen; Kastenamt Windsbach: 2 Halbhöfe, 1 Gut, 2 Gütlein, 1 Gütlein mit Schenkrecht, 2 Leerhäuser, 1 Mühlgut); Klosterverwalteramt Heilsbronn (1 Hof, 2 Halbgütlein); Stiftsamt Ansbach (1 Halbhof, 1 Schmiedstatt); die Reichsstadt Nürnberg (Spital- und Katharinenklosteramt: 1 Halbhof, St. Klara-Klosteramt: 2 Halbhöfe, Landesalmosenamt: 1 Halbhof) und das Rittergut Untererlbach (1 Gut). Von 1797 bis 1808 unterstanden 13 Anwesen dem Justiz- und Kammeramt Windsbach, 5 Anwesen anderen Ämtern.
1806 kam Bechhofen an das Königreich Bayern. Im Rahmen des Gemeindeedikts wurde Bechhofen dem 1808 gebildeten Steuerdistrikt Immeldorf und der 1810 gegründeten Ruralgemeinde Immeldorf zugeordnet. Mit dem Zweiten Gemeindeedikt (1818) entstand die Ruralgemeinde Bechhofen. Sie war in Verwaltung und Gerichtsbarkeit dem Landgericht Heilsbronn zugeordnet und in der Finanzverwaltung dem Rentamt Windsbach. In der freiwilligen Gerichtsbarkeit unterstand ein Anwesen von 1841 bis 1848 dem Patrimonialgericht Untererlbach. Von 1862 bis 1879 gehörte Bechhofen zum Bezirksamt Heilsbronn, seit 1880 zum Bezirksamt Ansbach (1939 in Landkreis Ansbach umbenannt). In der Finanzverwaltung war das Rentamt Heilsbronn zuständig (1919 in Finanzamt Heilsbronn umbenannt), seit 1929 ist es das Finanzamt Ansbach. Die Gerichtsbarkeit blieb beim Landgericht Heilsbronn (1879 in Amtsgericht Heilsbronn umbenannt), seit 1956 ist es das Amtsgericht Ansbach. Die Gemeinde hatte 1964 eine Gebietsfläche von 3,786 km². 1957 wurde der Gemeindename von „Bechhofen“ nach „Bechhofen bei Windsbach“ geändert.
Am 1. Juli 1971 wurde Bechhofen im Zuge der Gebietsreform in Bayern nach Neuendettelsau eingemeindet.

### Historischer Ortsplan

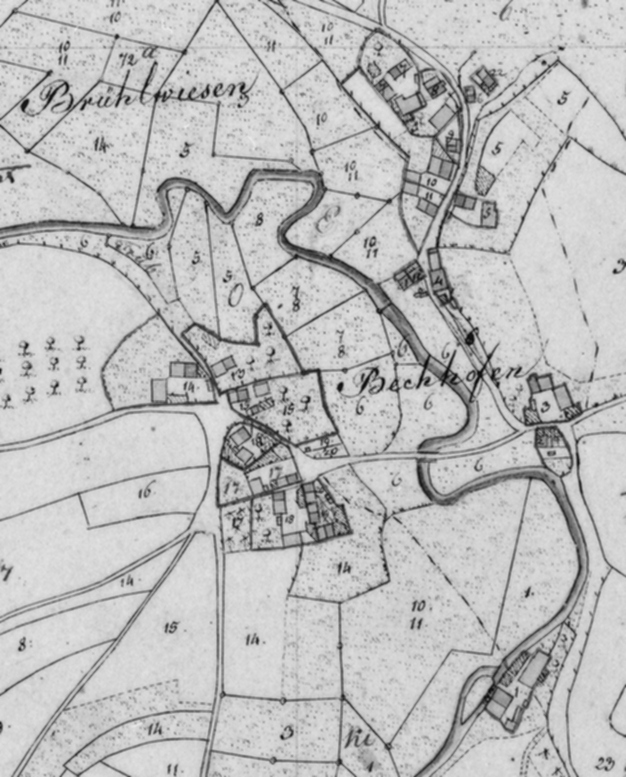
Ortsplan 1826

### Bau- und Bodendenkmäler
- Haus Nr. 8: eingeschossiger Bau, 18./19. Jahrhundert, mit dreigeschossigem Fachwerkgiebel[25]
- Haus Nr. 17: eingeschossiges Zwerchgiebelhaus mit dreigeschossigem Giebel, 18./19. Jahrhundert (mittlerweile abgebrochen)[26]
- Unmittelbar am Ort gab es eine Freilandstation der Mittelsteinzeit und Siedlungen der Urnenfelderzeit und Latènezeit.[25]

### Einwohnerentwicklung
Hinweis: Die untenstehende Tabelle erscheint in der Druckversion nicht vollständig. Sie muss in Querformat separat ausgedruckt werden (→ Einwohnerentwicklung).
| Jahr      | 1818   | 1840   | 1852   | 1855   | 1861   | 1867   | 1871   | 1875   | 1880   | 1885   | 1890   | 1895   | 1900   | 1905   | 1910   | 1919   | 1925   | 1933   | 1939   | 1946   | 1950   | 1952   | 1961   | 1970   | 1987   | 2007   | 2013  |
| Einwohner | 128    | 156    | 149    | 147    | 138    | 149    | 146    | 147    | 135    | 140    | 135    | 144    | 148    | 128    | 127    | 139    | 148    | 138    | 125    | 186    | 172    | 165    | 147    | 128    | 123    | 116    | 110   |
| Häuser    | 23     | 23     |        |        |        |        | 27     |        |        | 26     | 27     |        | 27     |        |        |        | 25     |        |        |        | 26     |        | 27     |        | 30     |        |       |
| Quelle    | [ 28 ] | [ 29 ] | [ 30 ] | [ 30 ] | [ 31 ] | [ 32 ] | [ 33 ] | [ 34 ] | [ 35 ] | [ 36 ] | [ 37 ] | [ 38 ] | [ 39 ] | [ 38 ] | [ 40 ] | [ 38 ] | [ 41 ] | [ 38 ] | [ 38 ] | [ 38 ] | [ 42 ] | [ 38 ] | [ 21 ] | [ 43 ] | [ 44 ] | [ 45 ] | [ 2 ] |

### Gemeindevorsteher
| Name                    | Amtszeit  |
| ----------------------- | --------- |
| Georg Stefan Reuter     | 1806–1814 |
| Johann Stefan Emmert    | 1814–1828 |
| Georg Croner            | 1828–1834 |
| Johann Stefan Emmert    | 1834–1846 |
| Georg Croner            | 1846–1855 |
| Michael Reuter          | 1855–1860 |
| Georg Valentin Herzog   | 1860–1866 |
| Konrad Froschauer       | 1866–1870 |
| Johann Kroner           | 1870–1877 |
| Johann Georg Herzog     | 1877–1882 |
| Johann Thomas Wiesinger | 1882–1888 |
| Adam Wilhelm Kreuzer    | 1888–1894 |
| Michael Georg Kroner    | 1894–1927 |
| Johann Simon Emmert     | 1927–1945 |
| Johann Böhm             | 1945–1971 |

## Religion
Der Ort ist seit der Reformation evangelisch-lutherisch geprägt. Die Häuser rechts der Rezat waren ursprünglich nach St. Georg in Immeldorf gepfarrt, die Häuser links der Rezat nach St. Nikolai in Neuendettelsau und die vier im 18. Jahrhundert erbauten markgräflichen Häuser nach St. Margareta (Windsbach). Im Zuge einer sogenannten „Purification“, die die Kammer Ansbach 1807 anordnete, wurden alle Anwesen nach St. Nikolai gepfarrt.
Die Einwohner römisch-katholischer Konfession waren ursprünglich nach Unsere Liebe Frau (Heilsbronn) gepfarrt, seit 1992 ist die Pfarrei St. Franziskus (Neuendettelsau) zuständig.

## Bilder

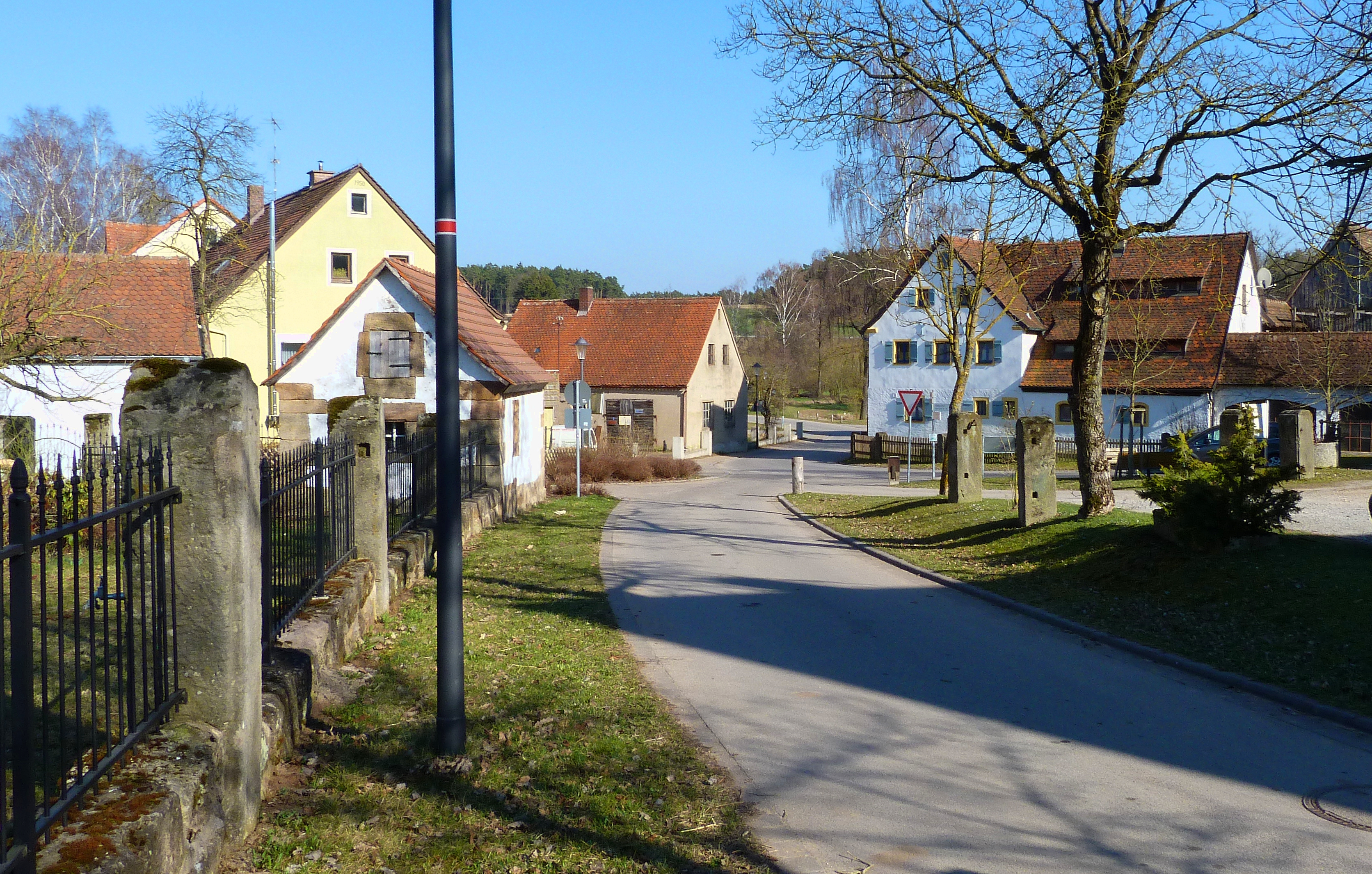
Ortsansicht
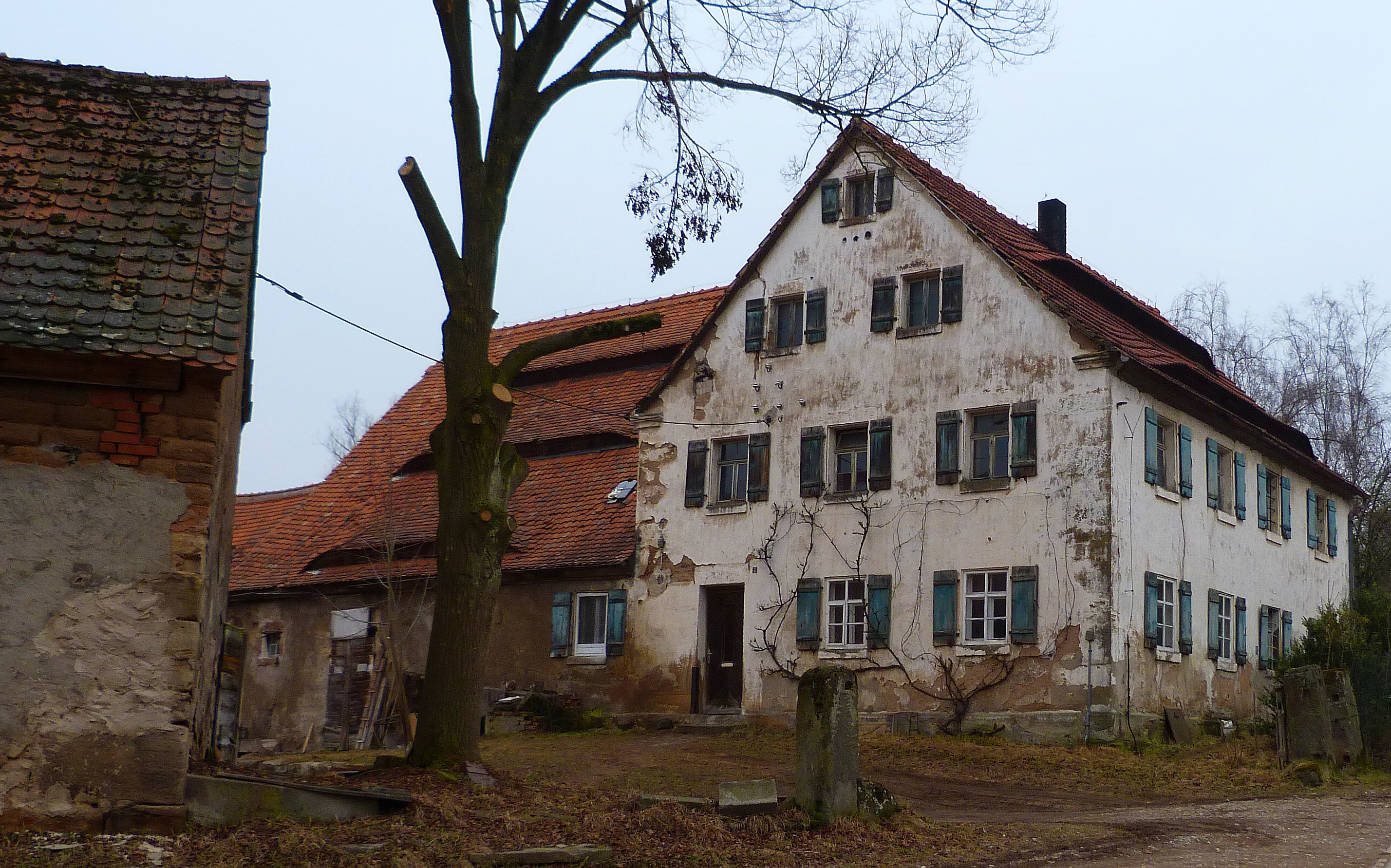
Haus Nr. 7
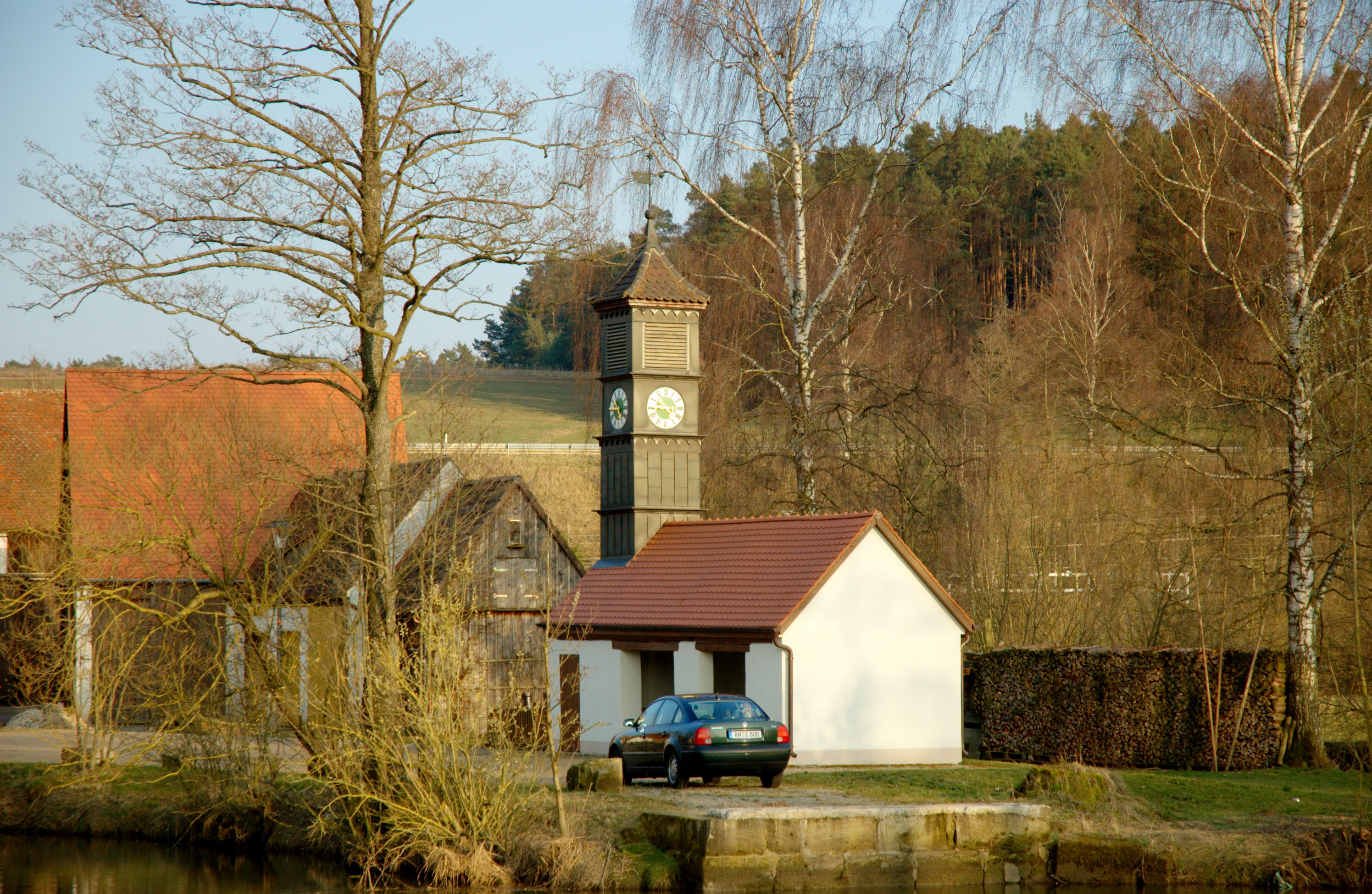
Glockenhäuschen
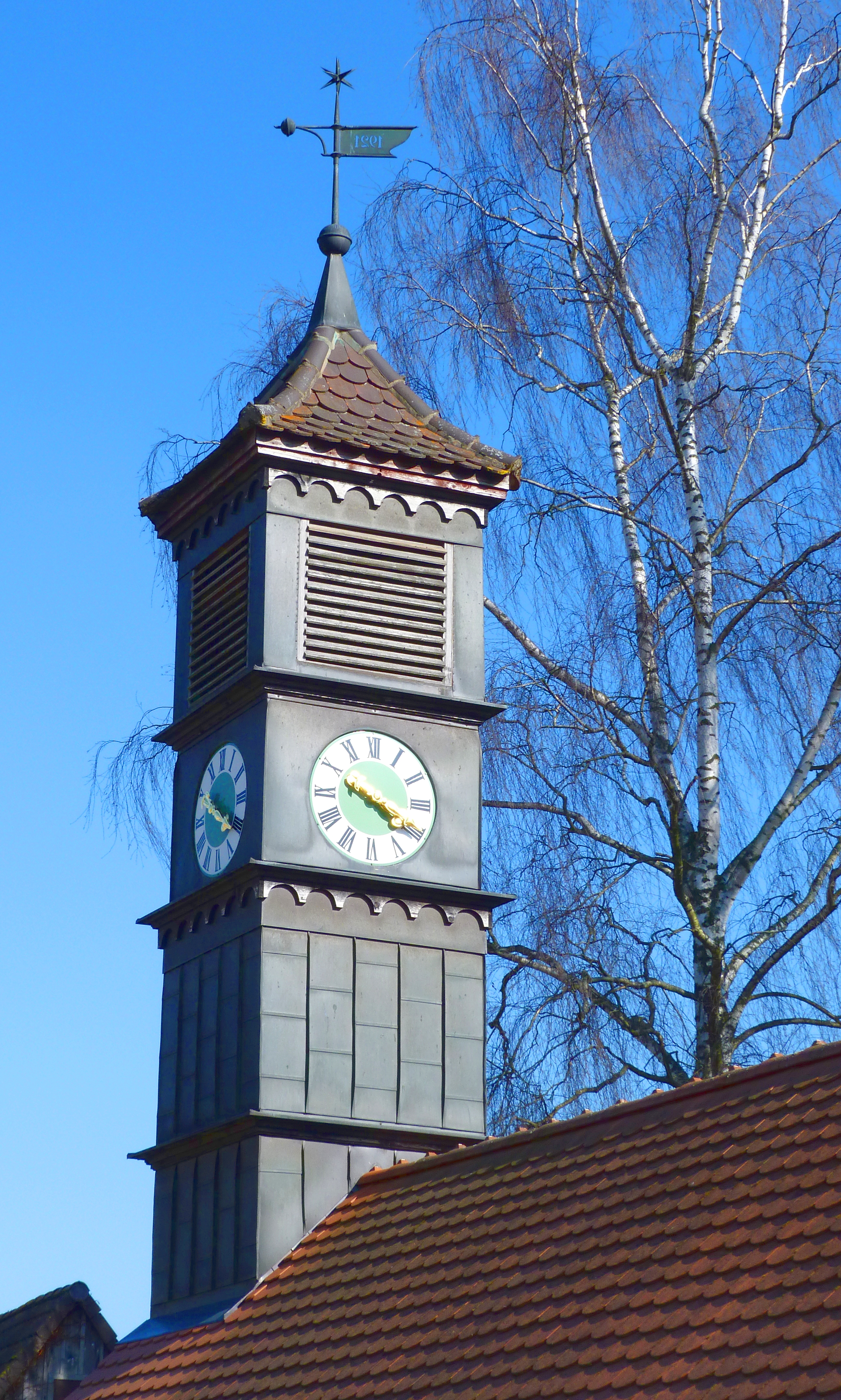
Glockentürmchen